# Chevrolet full-size
Les Chevrolet full-size constituent une longue série de véhicules américains de grande taille produits de 1950 à 1996 sous les noms de Bel Air, 150, 210, Biscayne, Impala et Caprice avec de nombreux dérivés de carrosserie. Ils représentent l'âge d'or de Chevrolet et plus généralement de la production automobile américaine avec leurs roues arrière motrices, leur taille imposante, leur puissance et leur équipement sans équivalent en Europe. Synonymes de la montée en puissance de l'économie américaine du début des années 1950 jusqu'aux crises pétrolières qui auront petit à petit raison d'elle, elles n'auront eu qu'une seule stratégie : toujours plus grand et toujours plus puissant.
Cet article traite des Chevrolet full-size commercialisées aux États-Unis, certaines versions ayant eu des appellations et des carrières différentes notamment au Canada ou au Mexique. 

## Le contexte
Le contexte est celui de la fin de la Seconde Guerre mondiale et de la montée en puissance de l'économie américaine reposant sur une forte augmentation de la demande intérieure, que les groupes automobiles américains essayaient de satisfaire au mieux en élargissant leur gamme.

## Un vaste choix de carrosseries
- Berline deux portes (two-door sedan) et dérivés utilitaires :

avec montants de portes ou avec les vitres entourées par un encadrement de porte. Certaines versions destinées à un public de professionnels ne comportent pas de banquette arrière ou de séparation de coffre, bien que le vitrage latéral arrière reste.
- Berline deux portes sans montants (two-door hardtop et custom) :

ce n'est pas encore un coupé mais les encadrements de portes ont disparu : le look typique des américaines des années 1950. Réservé à l'origine aux versions haut de gamme Bel Air, Impala et Caprice, ce type de carrosserie a également été disponible sur la Chevrolet 210 à l'occasion du millésime 1957.
- Coupé deux portes (Sport et Fastback) :

trois volumes plus ou moins différenciés des versions Custom précédentes, ou véritable tentative de coupé, mais sans hayon arrière. Ces versions à tendance sportive apparaîtront à la fin des années 1960. 
- Cabriolet (Convertible) :

avec l'arrivée rapide de la capote électrique, de la climatisation et des vitres électriques. Ce type de carrosserie était réservé aux finitions supérieures Bel Air, Impala et Caprice.
- Berline quatre portes (four-door sedan) :

la classique destinée à une clientèle traditionnelle au pouvoir d'achat moindre, grand succès populaire.
- Berline quatre portes sans montants (four-door hardtop et sport sedan):

caractérisée par l'absence d'encadrements de vitres et surtout l'absence du montant central. Une berline-coupé avant l'heure (Volkswagen Passat CC), ou plutôt un précurseur copié. 
- Break deux portes (two-door station wagon) et dérivés utilitaires tôlés (Delivery).

avec deux visions avant-gardistes : d'un côté le break de chasse (shooting brake) et de l'autre l'utilitaire premium, il était en effet possible de rentrer facilement par l'arrière une planche de surf ou une échelle de chantier.
- Break quatre portes (four-door station wagon) :

typé familial a priori plus classique. Bien qu'il dispose de six voire neuf places et de trois rangées de banquettes, il répond parfaitement à la demande des familles américaines du début des années 1960.
- Pick-up (Chevrolet El Camino, de 1959 à 1987) :

il répond à la volonté de concilier l'utile à l'agréable en faisant cohabiter une benne arrière apte à charger avec un habitacle confortable et des caractéristiques techniques de véhicule de tourisme. Poussée à l'extrême jusqu'au début des années 1970, l'idée sera reprise avec un succès certain en Océanie par la marque Holden.

## Une gamme riche et variée
Destinée à couvrir l'ensemble du marché automobile américain, la gamme des Chevrolet full-size est pléthorique: allant de la simple berline à l'ambiance quasi-monacale au cabriolet regorgeant de chromes et de cuir. Pour aider au succès de ses modèles, Chevrolet va systématiser une politique d'options, tant mécaniques qu'en matière d'équipements. Chevrolet procède également à un renouvellement très rapide de ses modèles : lifting considérable pour chaque année-modèle et nouvelle carrosserie tous les deux ou trois ans en moyenne.

### Niveau 1: les véhicules destinés au marché des professionnels
Premier niveau en termes d'équipement et de motorisation, il s'agit de véhicules spacieux mais sans fioritures, souvent proposés avec les moteurs six cylindres de base, éprouvés mais peu vigoureux, généralement munis d'une boîte de vitesses manuelle à trois rapports seulement, profitant du couple important de ces moteurs et de l'absence de contrainte économique. 
Au cours des années, le catalogue des options permet d'améliorer progressivement l'ordinaire. Le marché visé par Chevrolet est alors celui des flottes d'entreprises, des sociétés de location de véhicules et les utilitaires intéressant les artisans.

#### Chevrolet 150 et Handyman (1953 à 1957)

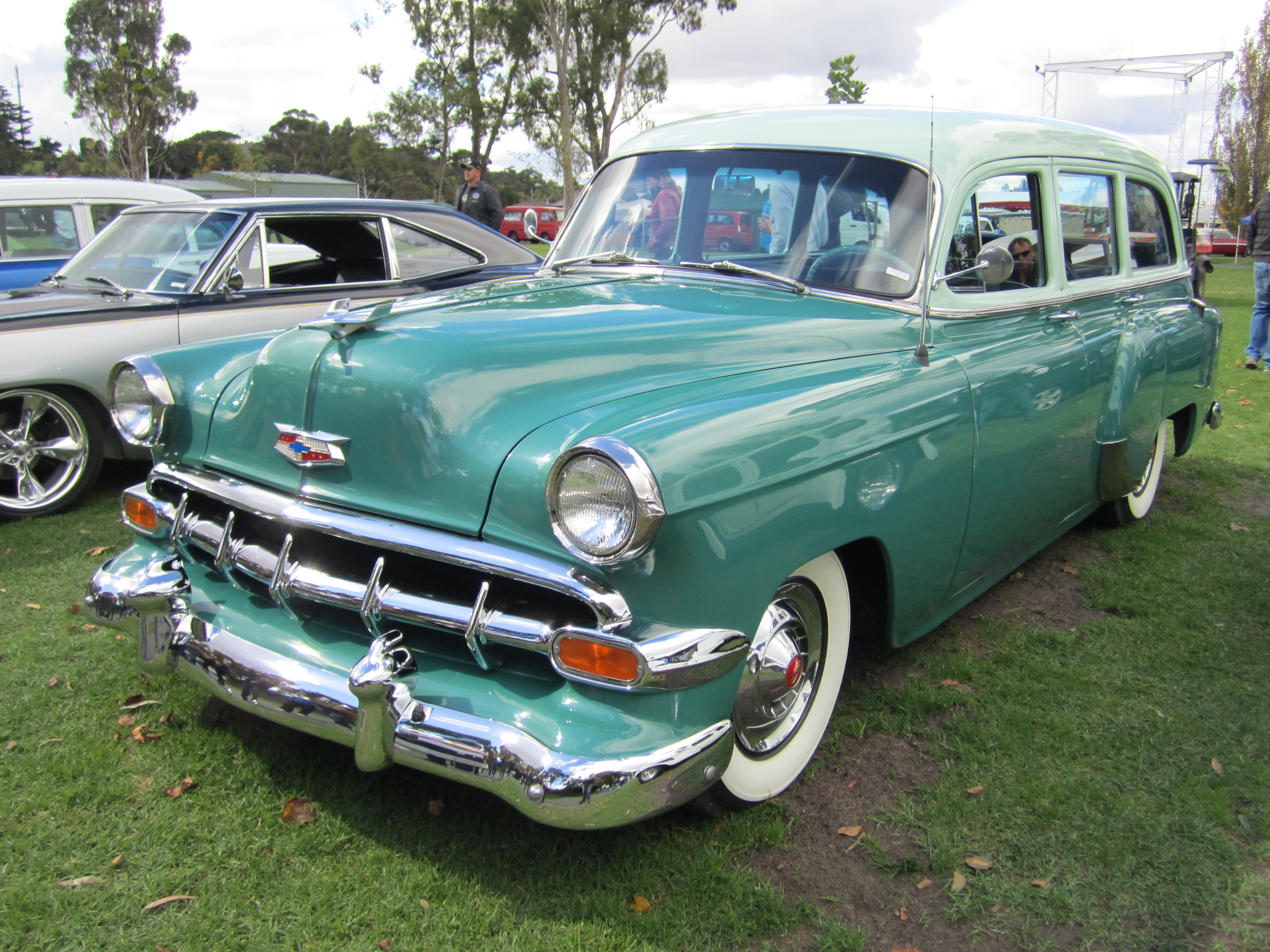
Chevrolet 150 Handyman 1954

La Chevrolet One-Fifty était la version la plus économique de la gamme des Chevrolet full-size. Véhicule d’accès de gamme particulièrement dépouillé, mais avec une amélioration notable en 1957, il visait principalement le marché des flottes d'entreprise et les administrations et qui remporta grâce à son prix attrayant un franc succès auprès de la jeune clientèle amatrice de hot-rod. Deux générations de 150 se sont succédé. La première de 1953 à 1954 n'était disponible qu'avec des moteurs six cylindres de 3,5 l ou 3,9 l, mais avec un choix de carrosseries important puisqu'en plus des berlines deux portes et quatre portes, elle était disponible en break quatre portes appelé Handyman ainsi qu'en break tôlé deux portes (Sedan Delivery). L'aspect trop utilitaire fut en partie gommé avec la deuxième génération de 1955 à 1957 et l'arrivée des moteurs V8 Small Block en option (4,3 l puis 4,6 l à injection en 1957) ainsi que la possibilité pour la clientèle de choisir une version coupé deux portes (two-door Club Coupe).

#### Chevrolet Delray et Yeoman (1958)

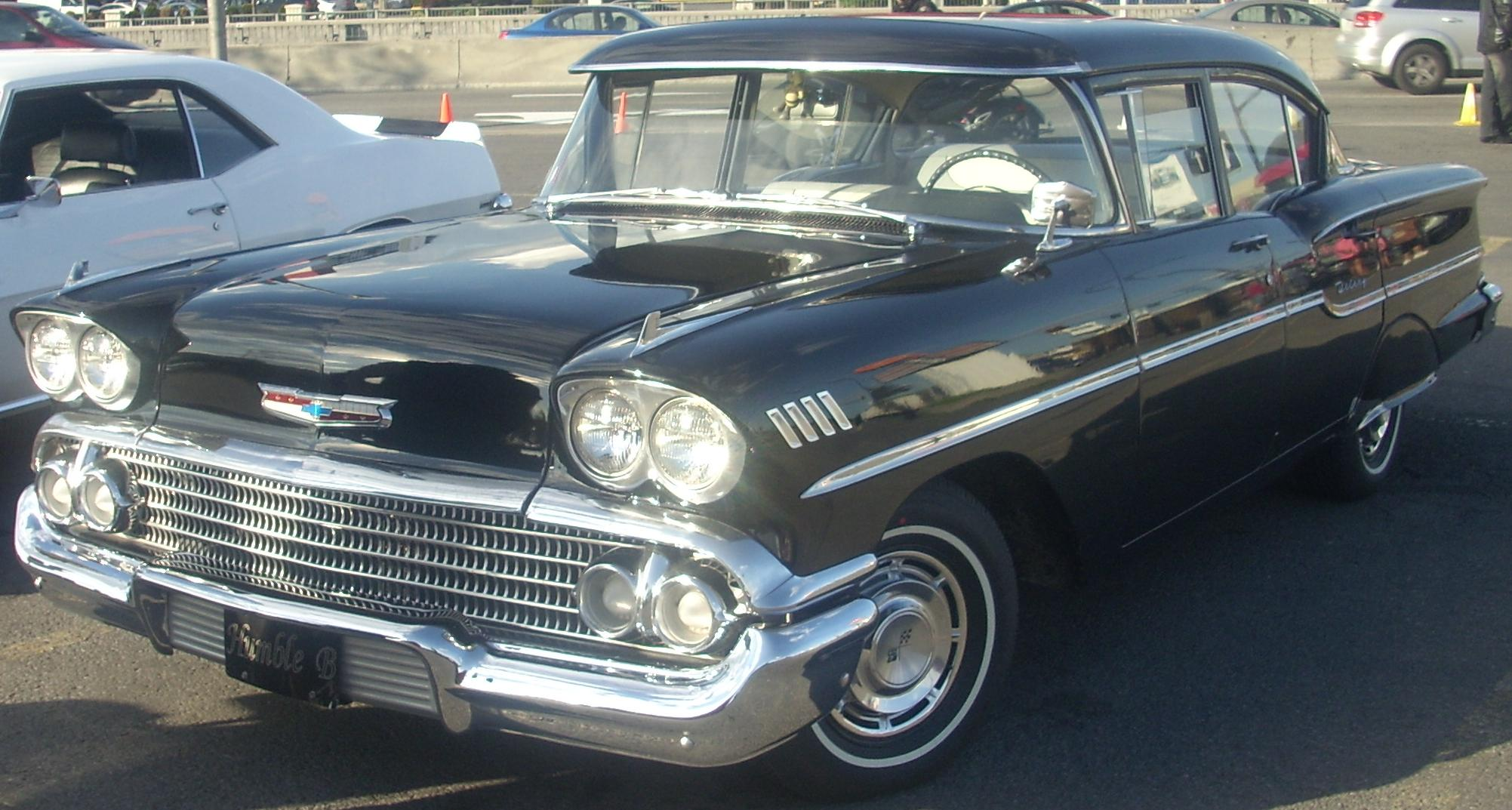
Chevrolet Delray sedan 1958

La Chevrolet Delray consistait à ses débuts en 1954 en une ligne d'équipements optionnels de la Chevrolet 210 dans sa version berline deux portes (two-door club coupe) puis devint un modèle à part entière à la disparition des modèles de base 150 et 210, qu'elle remplaça en 1958, Chevrolet ayant décidé une montée en gamme pour répondre à une clientèle plus exigeante. Elle existait en berline deux portes (two-door coupé ou utility coupé, une version utilitaire sans banquette arrière avec accès direct au coffre) et quatre portes (four-door sedan), avec un choix de deux motorisations V8 Small Block (5,7 l et 4,6 l à injection). Sa finition sommaire et ses options limitées la destinaient aux flottes d'entreprises ou aux administrations comme les polices d'autoroute (Highway Patrol), mais restait accessible aux particuliers désireux d'acquérir un modèle bon marché. Son dérivé break s'appelait Chevrolet Yeoman.

##### Chevrolet Yeoman (1958)

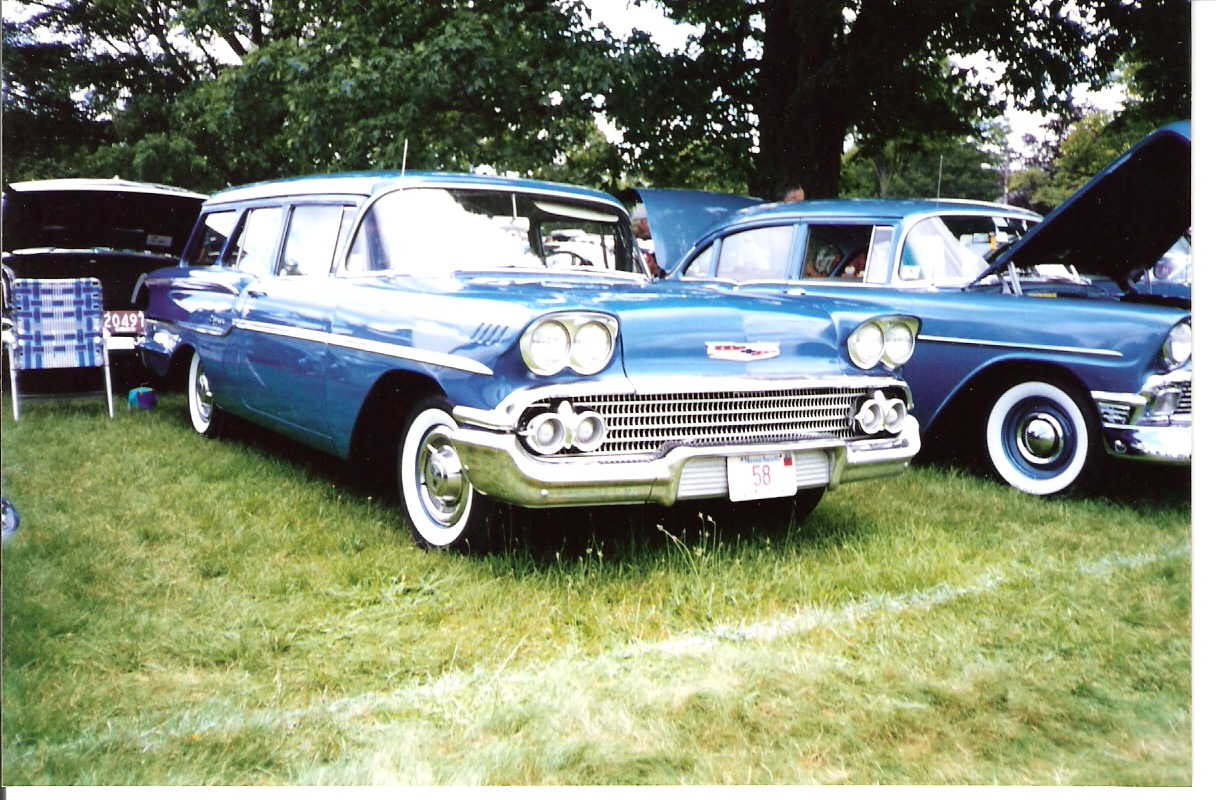
Chevrolet Yeoman 2 portes 1958

Le Chevrolet Yeoman était un break produit par la marque Chevrolet sur la base de la Chevrolet Delray lors de l'unique millésime 1958 en remplacement de la série populaire 210 produite de 1953 à 1957. Il était disponible en deux formes de carrosserie : deux (two-door station wagon) et quatre portes (four-door station wagon), mais toujours en six places (trois + trois, levier au volant oblige) et constituait l'entrée de gamme de la marque Chevrolet, avant la Chevrolet Brookwood mieux équipée et basée sur la Chevrolet Biscayne (disponible dès 1959), et la select Chevrolet Nomad basée sur la Chevrolet Bel Air (depuis 1958 en quatre portes). Il était disponible en six cylindres Blue Flame (3,9 l) ou en V8 (5,7 l et 4,6 l Small Block à injection), avec une dotation d'équipement plutôt réduite par rapport aux standards de l'époque et un choix d'options limité (boite automatique, entre autres). Selon ses concepteurs, ce break se voulait avant tout pratique avec son aménagement intérieur facile d'entretien (notamment au niveau du nettoyage) qui était composé majoritairement de matériaux plastiques tels que le vinyle ou le linoléum qui garnissait le plancher, à la place de la traditionnelle moquette.

### Niveau 2: les modèles de base
Ce deuxième niveau dans la gamme n'est pas fondamentalement mieux présenté que le premier. Quelques chromes en plus viennent égayer les carrosseries, mais surtout, il donne accès à un choix plus important en termes de motorisations et d'équipements. À la suite de la demande d'une clientèle toujours plus exigeante, Chevrolet supprima en 1959 le premier niveau de finition par trop indigent, par ces versions mieux dotées qui devinrent les modèles de base de la gamme full-size.

#### Chevrolet 210, Townsman et Beauville (1953 à 1957)

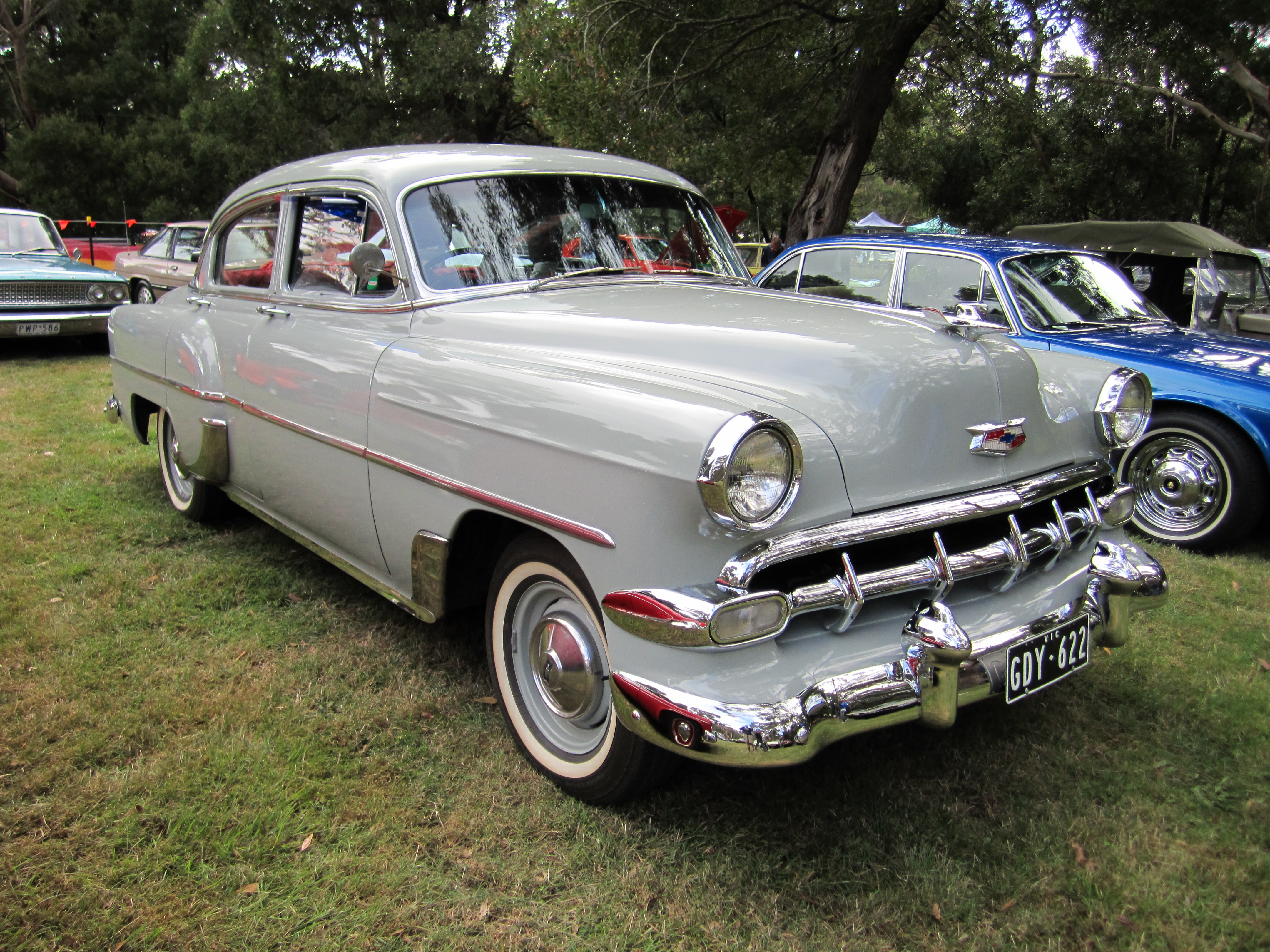
Chevrolet 210 Sedan 1954

La Chevrolet Two-Ten était une berline de milieu de gamme produite par la marque Chevrolet de 1953 à 1957 pendant deux générations et remplacée en 1958 par la Biscayne. Elle fut la meilleure vente de Chevrolet entre 1953 et 1954 en faisant le lien entre l'austère 150 et la dispendieuse Bel Air. Dès son lancement en 1953, elle offrit un choix de carrosseries inconnu à l'époque: berline deux et quatre portes, berline deux portes sans montants (Sport Coupe Hardtop) et break quatre portes (Townsman). Tous ces modèles n'étaient disponibles qu'en six cylindres Blue Flame (3,9L) avec boîte de vitesses manuelle trois rapports avec ou sans overdrive, ou avec une boîte de vitesses automatique Powerglide à deux rapports. Le contexte économique de ce milieu des années 1950 aux États-Unis fit que le public plébiscita la Bel Air, obligeant Chevrolet à reconsidérer la gamme 210 avec le renouvellement de 1955 en lui donnant accès à l'ensemble des options de cette dernière, jusqu'à proposer une version quatre portes sans montants (4 door Hardtop Sport Sedan) ainsi que les nouveaux moteurs V8 Small Block Turbo-Fire (4,3L puis 4,6L à injection). Chevrolet proposa même en option pour l'année 1957 la très décriée (et abandonnée dès 1961) boîte de vitesses à variation continue Turboglide.
La Chevrolet Two-Ten Townsman était la version break quatre portes huit places de la Chevrolet 210 qui fut proposée pour le millésime 1953. Elle migra en 1954 dans la série Bel Air pour réapparaître en 1956 et 1957. Elle réapparut une dernière fois entre 1969 et 1972. Durant sa première année de production, elle ne fut disponible qu'avec l'antique six cylindres Thrift-King (3,9L) avec une boîte de vitesses manuelle à trois rapports.
La Chevrolet Two-Ten Beauville était la version break quatre portes de la Chevrolet 210 pour les années 1956 et 1957. Un peu mieux dotée que la Townsman, elle était vendue comme pouvant accueillir neuf passagers avec ses trois banquettes et était disponible aussi bien avec un moteur six cylindres (3,9L) qu'en V8 (4,3L et 4,6L).

#### Chevrolet Biscayne et Brookwood (1958 à 1972)

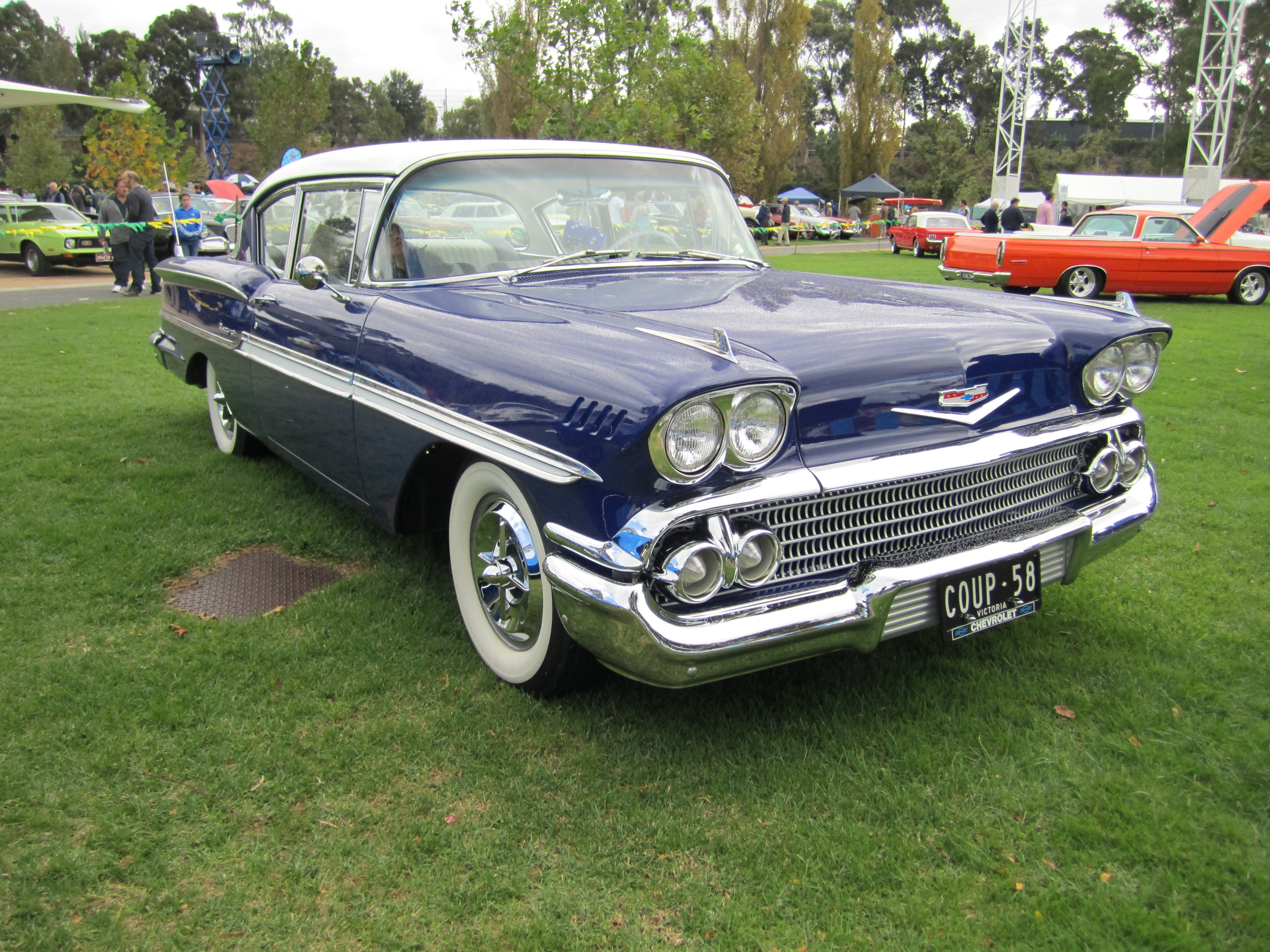
Chevrolet Biscayne 2-Door Sedan 1958

La Chevrolet Biscayne était une berline de milieu de gamme à vocation économique de la série des Chevrolet full-size, apparue en 1958 en remplacement de la Chevrolet 210. Elle fut disponible sur quatre générations en berlines deux portes (trois premières générations jusqu'en 1969) et quatre portes avec montants, ainsi qu'en break deux et quatre portes jusqu'à l'arrêt de sa production en 1972. Les premières Biscayne étaient majoritairement choisies avec le moteur six cylindres Blue Flame (3,9L puis 3,8L et 4,1L), avant que le moteur V8 (4,6L et jusqu'à 7,0L) ne devienne la norme au début des années 1970. De par leur positionnement, elles n'avaient pas accès à certains équipements de confort, comme par exemple les vitres électriques réservées aux plus chic versions Impala et Bel Air. Les clients pouvaient malgré tout choisir d'équiper leur véhicule de packs performance et notamment des V8 Big block (ces modèles étaient surnommées Bisquick). Cela dit ces versions restèrent plutôt rares, la grande majorité des Biscayne étant des modèles assez simples, voir dépouillés à l'image de la série Biscayne Fleetmaster proposée entre 1960 et 1961 dont la plupart des chromes avaient été supprimés et qui ne comportait même plus d'allume-cigarette.

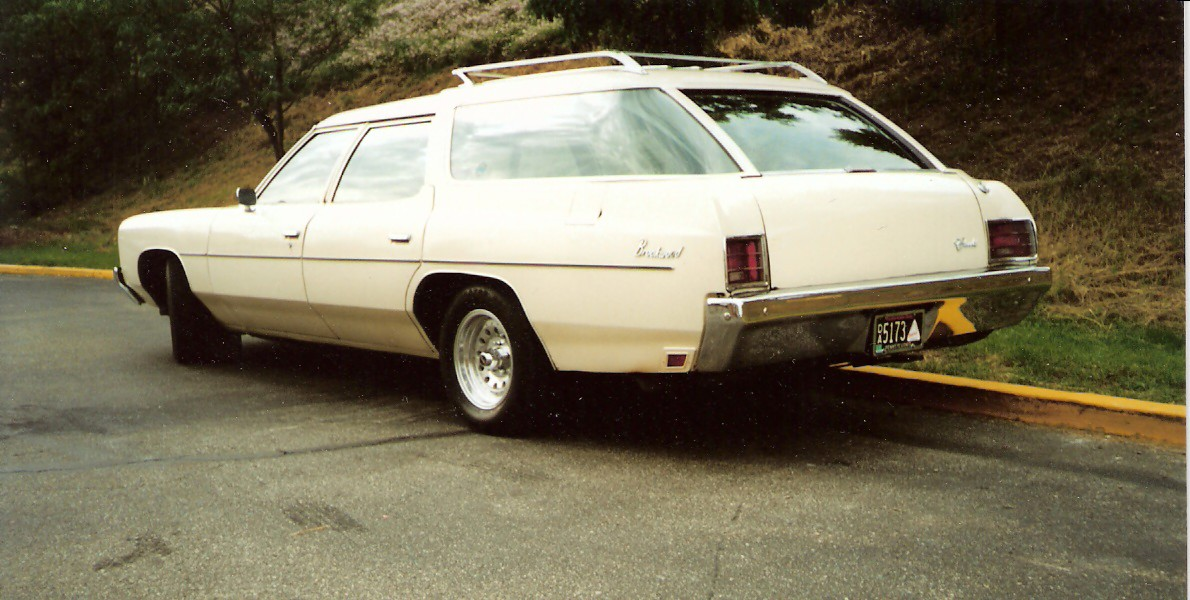
Chevrolet Brookwood 1972

La Chevrolet Brookwood était un break produit par la marque Chevrolet entre 1958 et 1961 puis de 1969 à 1972 et dérivé de la berline Biscayne. Proposée exclusivement en quatre portes dans sa première année de commercialisation, en six ou neuf places, elle devint également disponible en deux portes à partir de 1959 à la suite de l'arrêt de production de la Yeoman. C'est sur la base de cette dernière que fut créée la Chevrolet El Camino la même année. La production continua entre 1962 et 1968, mais Chevrolet décida durant cette période de supprimer les appellations spécifiques aux break.

### Niveau 3: les versions premium
Ce troisième niveau de finition bien équipé constitue la majeure partie des ventes des Chevrolet full-size.

#### Chevrolet Bel Air (1953 à 1975)

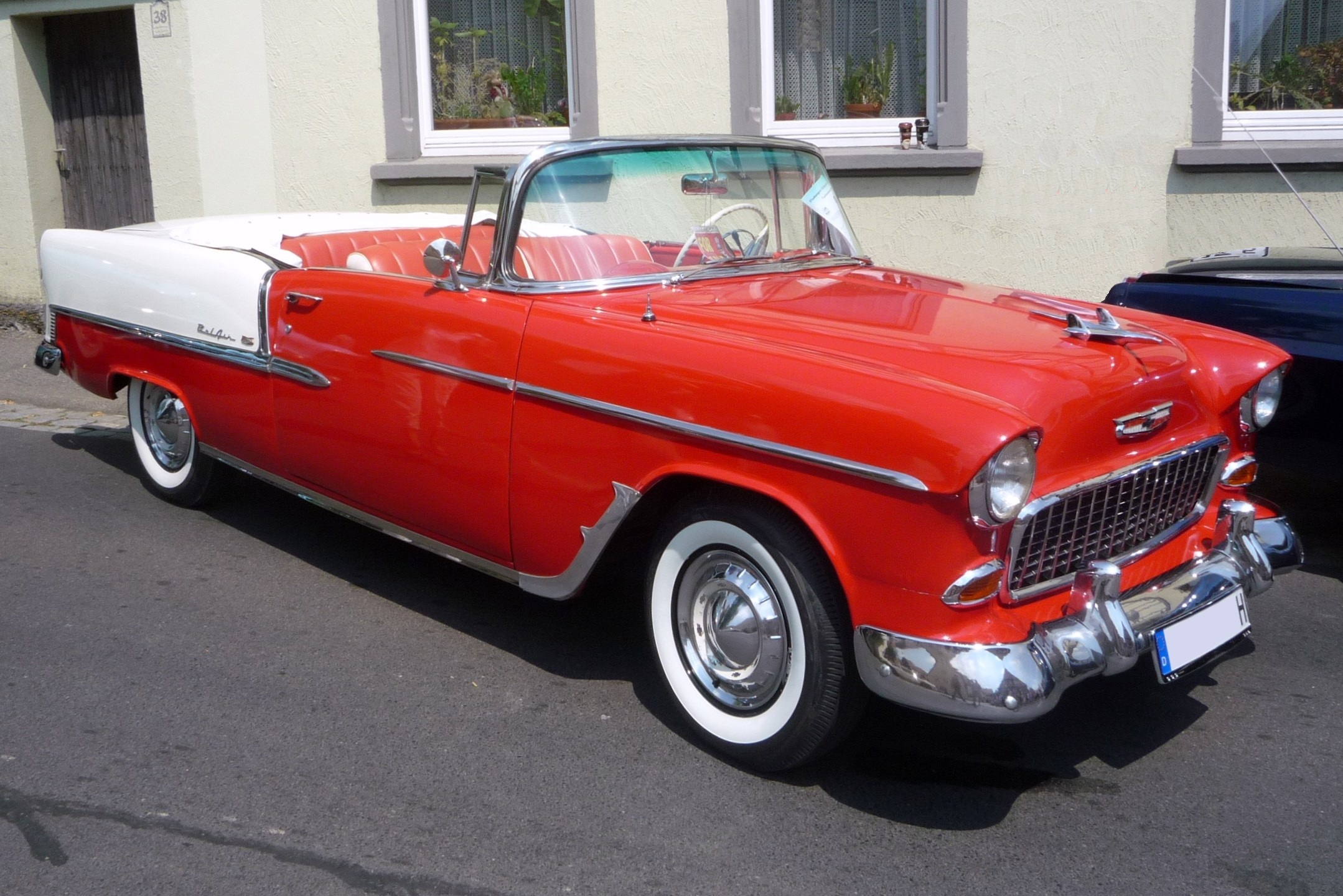
Chevrolet Bel Air Convertible 1955

Avec la Chevrolet Caprice, la Chevrolet Bel Air est la plus connue des Chevrolet full-size et sans doute la plus recherchée en collection, notamment dans ses versions des années 1950. Son succès est notamment dû à la forme caractéristique de la partie haute de sa carrosserie qui fait ressembler les versions qui en sont équipées à des cabriolets dont les portes ne présentent pas d'encadrement de vitres ni de pied milieu, avec un toit en dur non démontable semblant simplement posé: le Hardtop. Cette idée reprise de Cadillac est appliquée en 1950 sur les Chevrolet Styleline qui prennent l'appellation de Bel Air Hardtop, puis la Chevrolet Bel Air devient un modèle à part entière à partir de 1953 pendant huit générations jusqu'en 1975. La Bel Air était ainsi disponible selon les années dans une multitude de carrosseries: berline deux et quatre portes avec ou sans montants, cabriolet, break deux et quatre portes. Il en allait de même concernant le vaste choix des moteurs ou des boites de vitesses, ainsi que de la liste d'équipements de série ou optionnels très fournie, typique de cette course à l'armement des constructeurs américains des années 1950 à 1970.

#### Chevrolet Nomad (1955 à 1961)

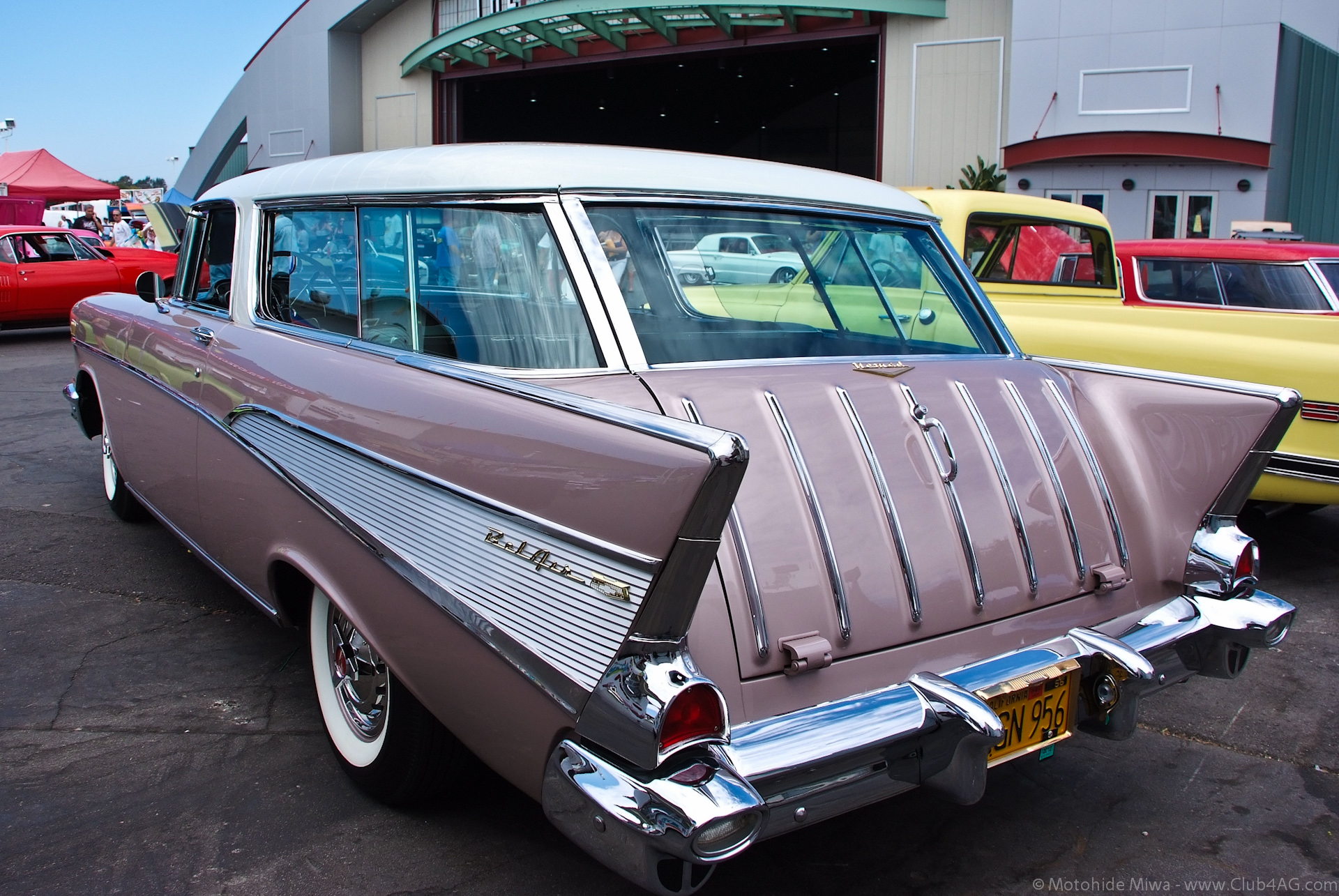
Chevrolet Nomad 1957

La Chevrolet Nomad était un break produit par la marque Chevrolet de 1955 à 1961. Elle est particulièrement reconnue comme une icône dans ses versions deux portes break de chasse des années 1955 à 1957, puis fut proposée dans de plus classiques versions quatre portes entre 1958 et 1961. L'appellation Nomad fut reprise entre 1968 et 1972 pour qualifier le dérivé break quatre portes de la série intermédiaire Chevrolet Chevelle. L'histoire de la Chevrolet Nomad débute en 1954 par la présentation d'un concept car basé sur la Chevrolet Corvette. Sa mise en production fut approuvée par les dirigeants de General Motors à la condition de la transférer sur un modèle de grande série, la Bel Air. Très différente d'un break deux portes standard, elle reprenait le principe des lignes de carrosserie des parties hautes des berlines Hardtop (Sport Sedan) avec un pied milieu aussi incliné que la lunette arrière et l'absence d'encadrement de vitre. Disponible en six cylindres comme en V8, la Nomad ne rencontra pourtant pas un succès important et les chiffres de production restèrent modestes: 6.103 exemplaires en 1955, 7.886 en 1956, puis à nouveau 6.103 en 1957; faisant d'elle un modèle rare recherché par les collectionneurs. À compter de 1958, la Nomad rentra dans le rang en revenant à une carrosserie quatre portes qui subsista dans la gamme Bel Air jusqu'en 1961.

#### Les breaks Chevrolet Townsman, Beauville, Kingswood et Parkwood (1954 à 1972)
Les breaks de la série Bel Air changèrent régulièrement de nom au cours de lors carrière, aussi bien pour des questions de nombre de places ou des motifs d'équipements, que pour des raisons marketing. Les appellations spécifiques disparurent même entre 1962 et 1968.

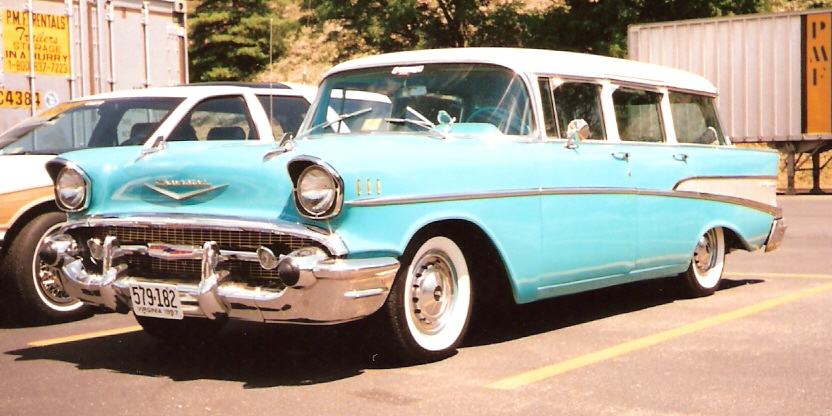
Chevrolet Bel Air Townsman 1957

Cette deuxième génération de Chevrolet Townsman fut commercialisée de 1954 à 1957 en tant que dérivé break quatre portes de la Bel Air. Disponible exclusivement en six places (deux banquettes), elle était équipée en série du six cylindres Blue Flame (3,9L) et pouvait recevoir en option le V8 Small Block en option. La Chevrolet Townsman fit un retour sur le marché entre 1969 et 1972, disponible cette fois ci en six ou neuf places et exclusivement avec des moteurs V8 Big block allant de 5,3L à 7,4L. À partir de 1971, elle disposa d'une vitre de panneau arrière électrique de série tandis que ce même panneau pouvait en option être lui-même motorisé. C'est aussi à partir de cette date que la boite automatique fut généralisée. Ce modèle ne s'arrêta pas en 1972 mais changea de nom au profit de Bel Air Station Wagon jusqu'à sa fin en 1975.
La Chevrolet Bel Air Beauville était un break quatre portes à neuf places produit par la marque Chevrolet sur la base de la berline Bel Air durant les seuls millésimes 1955 et 1956, disponible en six cylindres (3,9L) ou V8 (4,3L) en option, mais toujours en boite de vitesses manuelle. La production s'établit à 24.313 exemplaires en 1955 et 13.279 la dernière année.
La Chevrolet Kingswood était un break quatre portes basé sur la berline Bel Air, commercialisée la première fois entre 1959 et 1960 dans une configuration neuf places (trois par rangée). L'appellation disparut pour réapparaître entre 1969 et 1972, cette fois ci sur la base de l'Impala.
La Chevrolet Parkwood fut commercialisée de 1959 à 1961. Elle se différenciait de la Chevrolet Kingswood par des sièges avant séparés qui faisait d'elle une six places (2 + 3 + 2) en configuration trois rangées, sauf en 1961 où le choix fut laissé à l'appréciation de la clientèle à la suite du retrait de la Kingswood.

### Niveau 4: les versions supérieures et sportives
Ce quatrième niveau de finition fut créé en 1958 dans le but de proposer une alternative à la fois plus sportive et plus exclusive à la Chevrolet Bel Air tout en restant dans des tarifs accessibles. 

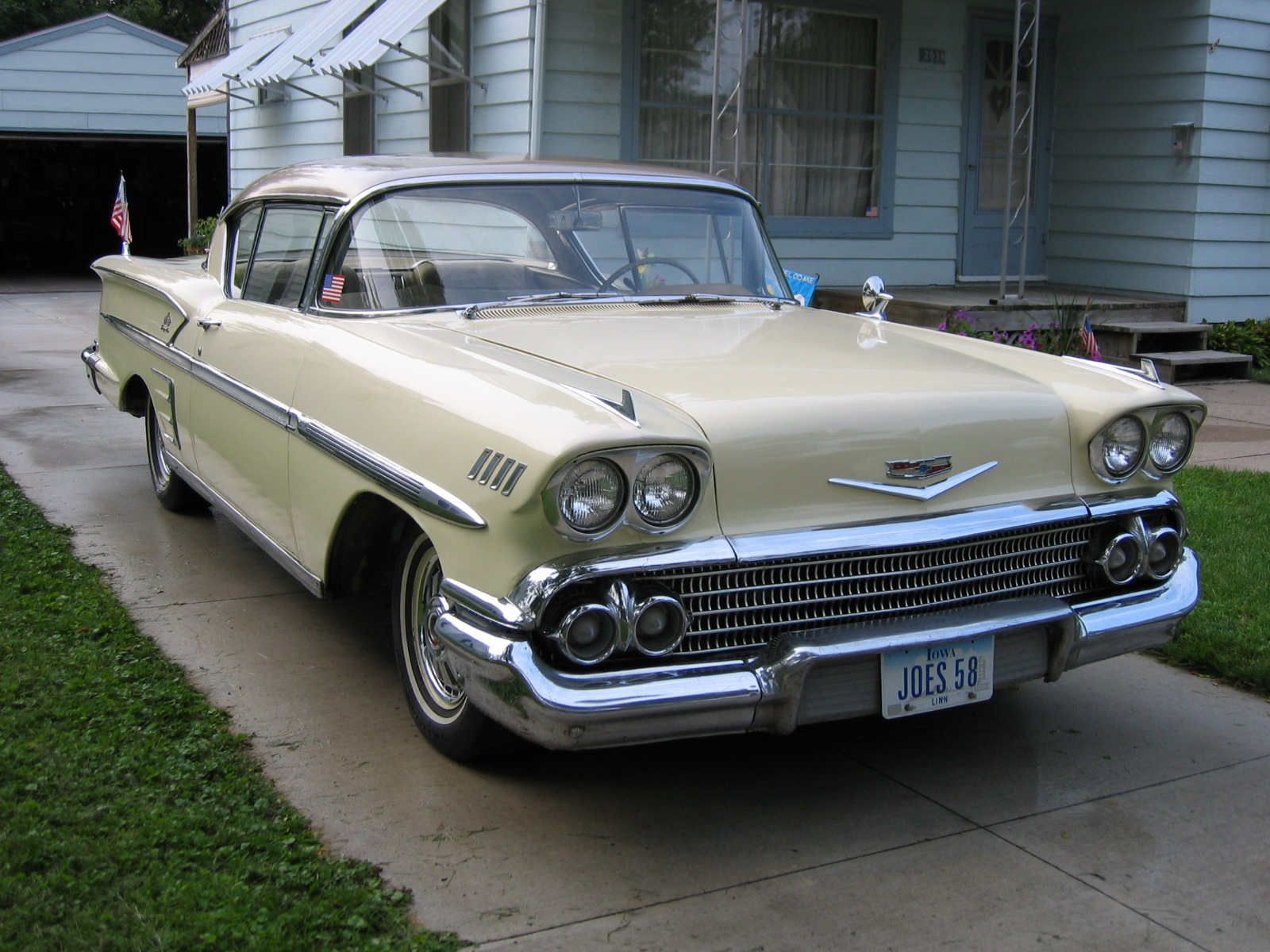
Chevrolet Impala 1958

#### Chevrolet Impala et Kingswood (1958 à 1985)
Proposée la première année exclusivement en deux portes ou en cabriolet, la Chevrolet Impala vit rapidement sa gamme s'élargir les années suivantes avec l'arrivée des berlines quatre portes avec ou sans montants et d'un coupé à la ligne arrière typée Fastback, puis d'un break à partir de la troisième génération en 1961. Le succès fut au rendez-vous et l'Impala devint pendant de longues années le best-seller de la marque.

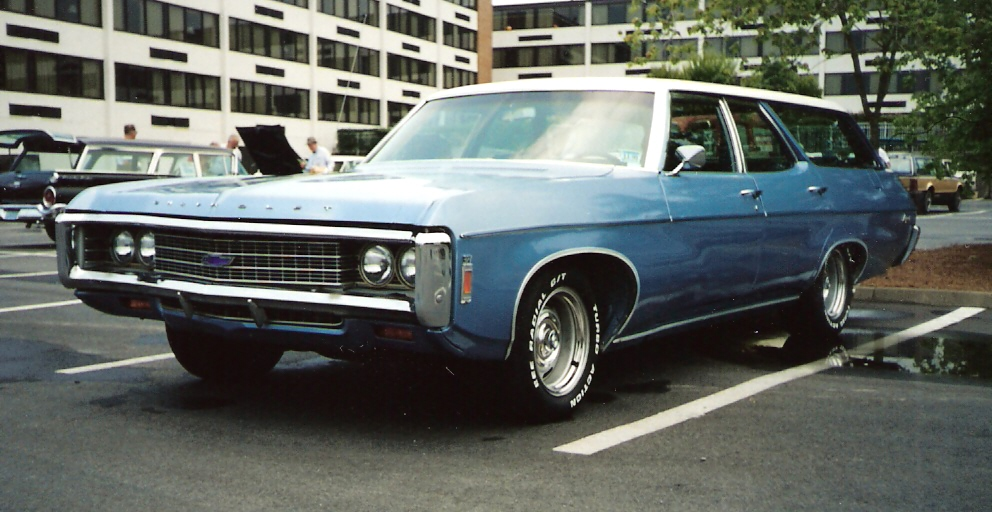
Chevrolet Kingswood 1969

Kingswood était l'appellation donnée au break Chevrolet Impala entre 1969 et 1972, disponible exclusivement avec les motorisations V8, et au choix avec banquette avant à deux ou trois places. Elles étaient presque toutes livrées en boite automatique qui devint même obligatoire à partir de 1971.

#### Chevrolet Impala SS (1961 à 1969)

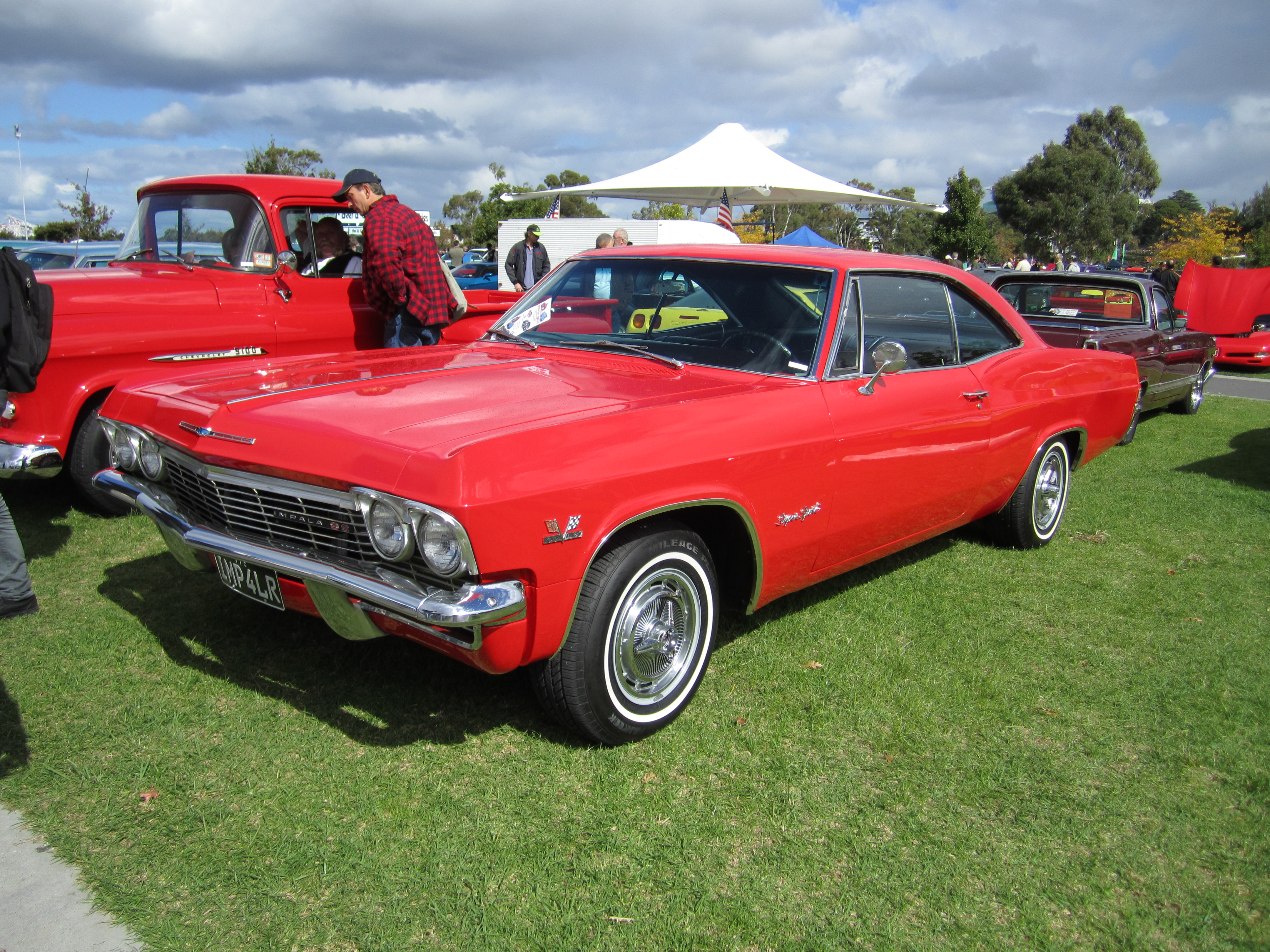
Chevrolet Impala SS 2 door Hardtop 1965

SS pour Super Sport, appellation qui finira par désigner tous les modèles puissants de la marque Chevrolet. Présentée en 1961 en tant que ligne d'équipement optionnelle, l'Impala SS deviendra un modèle à part entière de 1964 à 1969. Elle est l’ancêtre de toute la génération de muscle cars qui va se succéder jusqu'à l'arrêt progressif mais inexorable à partir de 1973.

#### Le retour de la Chevrolet Impala SS (1994 à 1996)
L'Impala SS va renaître une dernière fois à la suite du succès d'un concept car éponyme présenté en 1992. Il s'agissait d'une version hautes performances de la Chevrolet Caprice qui était équipé d'options jusque-là réservées aux administrations (police) et d'une redoutable efficacité. Sa production prit fin en 1996.

### Niveau 5: les versions grand luxe
Il s'agit des versions les plus chères et les plus luxueuses de la série des Chevrolet full-size. Une première tentative intervint au milieu des années 1950 dans le but de se rapprocher du prestige Cadillac, mais ce n'est qu'en 1966 que fut mis en place cette série de véhicules très haut de gamme mais toujours accessibles.

#### Chevrolet El Morocco (1956 à 1957)
Tentative haut-de-gamme avortée due à l'initiative de deux indépendants: Rueben Allender et Cyril Olbrich qui eurent l'idée de croiser la carrosserie d'une Bel Air 1956 et 1957 avec celle d'une Cadillac Eldorado de la même année, principalement à l'arrière au niveau des ailerons. L'éventail des modifications comprenaient un certain nombre de pièces en provenance de Dodge, mais aussi de Plymouth et de Mercury. Disponibles en deux et quatre portes sans montants dits Hardtop ainsi qu'en cabriolet, entre 20 et 37 El Morocco ont ainsi été produites de manière artisanale, selon les sources, dont dix pour l'année 1957.

#### Chevrolet Caprice et Kingswood Estate (1966 à 1996)

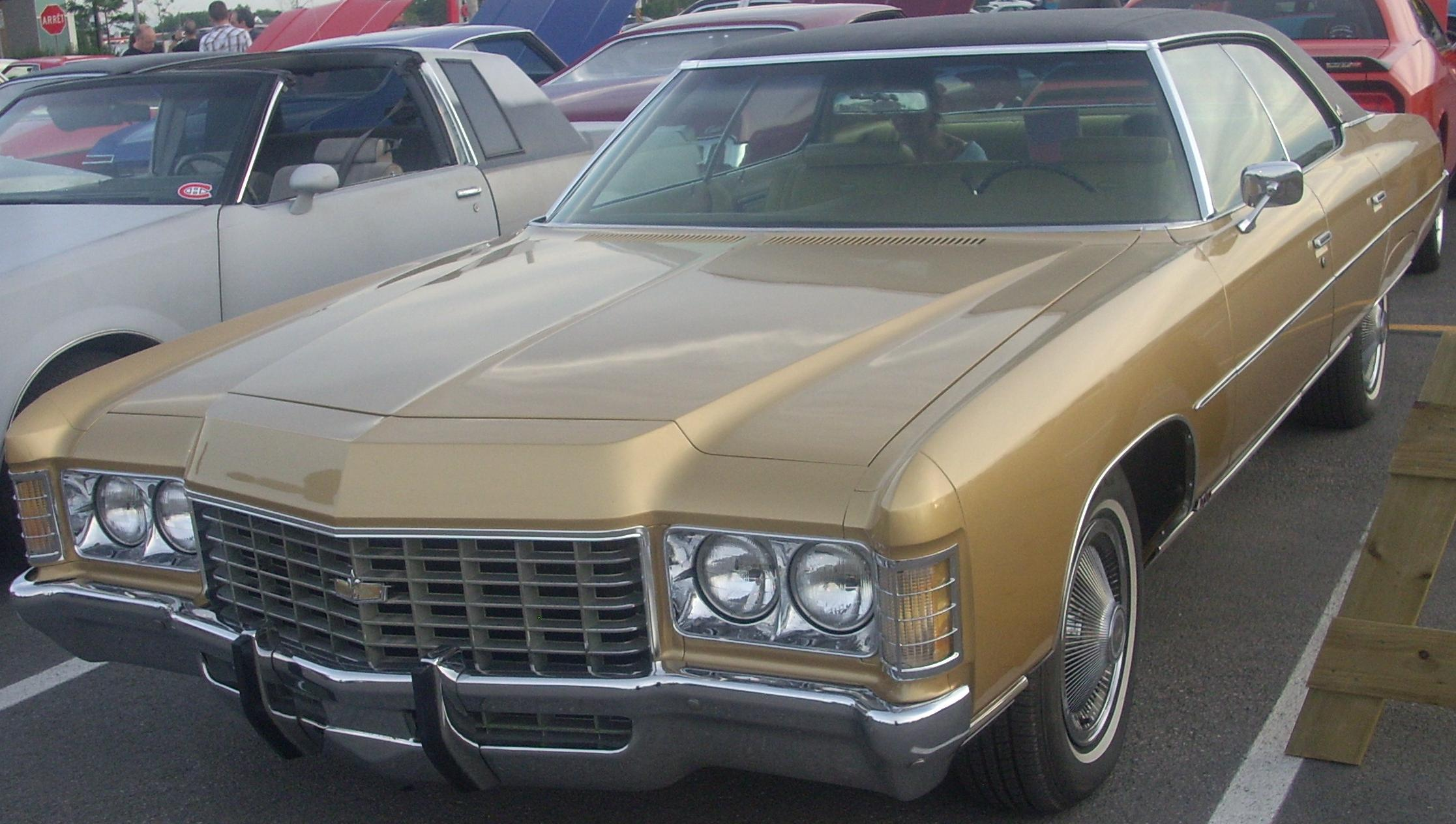
Chevrolet Caprice Sedan 1971

La Chevrolet Caprice était une berline full-size produite par la marque Chevrolet à partir de 1966 qui devînt la voiture américaine la plus populaire des années 1960 et du début des années 1970. Elle fut introduite en tant que ligne d'équipement optionnelle en milieu d'année 1965 sur l'Impala quatre portes sans montants (4 door Sedan) avant de constituer un modèle à part entière l'année suivante. Elle connut ses meilleures ventes entre 1971 et 1976 et fut maintes fois restylée, subissant même une réduction de taille en 1977, pour finir avec une dernière génération très profondément revue de 1991 à 1996, année de sa fin de production. Son nom disparut pour réapparaître en 2011 sous la forme d'une nouvelle génération issue de la Holden Caprice, et pour l'instant destinée aux adiministrations (police, notamment). Full-size, roues arrière motrices et gros moteur : la légende revit.

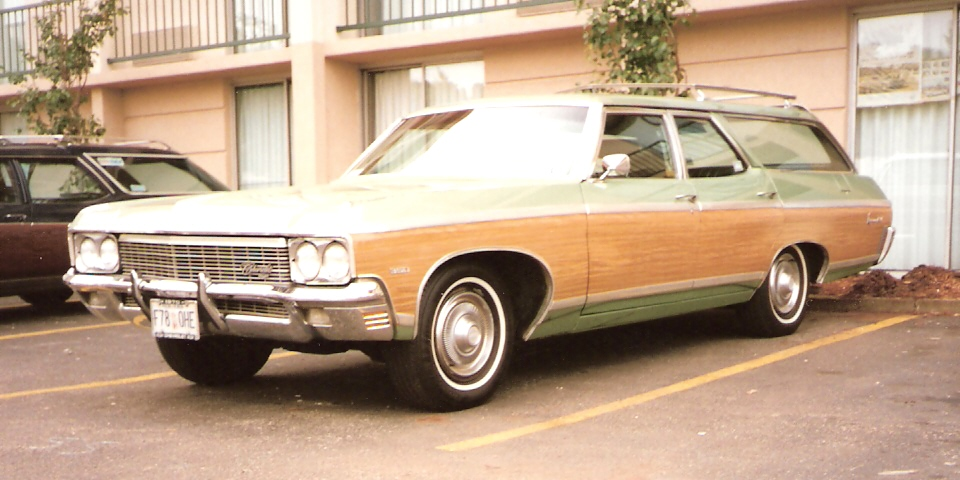
Chevrolet Kingswood Estate 1970

La Chevrolet Kingswood Estate était un break produit par la marque Chevrolet entre 1969 et 1972, pendant familial de la berline Caprice, considéré à l'époque comme le break le plus luxueux jamais commercialisé par la marque. Afin de la différencier de sa petite sœur Kingswood établie sur la base de l'Impala, ses créateurs l'avaient dotée de panneaux latéraux en faux-bois, à l'image des breaks Woody du début des années 1950. Ce break Caprice ne s’arrêta pas en 1972 mais continue à être produit jusqu'au milieu des années 1990 sous son nom générique, Chevrolet ayant décidé de supprimer les appellations  spécifiques à cette date. Le panneau arrière des modèles 1969 et 1970 comprenait un système d'ouverture latérale de la droite vers la gauche et disposait d'un bouton permettant aux passagers arrière (en neuf places) de déplier la banquette arrière dos à la route. Le système fut modifié à partir de 1971 avec un panneau arrière basculant comprenant la vitre arrière descendante.

## Une fin à petit feu
Le premier choc pétrolier de 1973 puis les lobbies sécuritaires (Ralph Nader) auront petit à petit raison de ces véhicules hors-norme, et dans les années 1990 au sein du groupe General Motors, seule la marque Cadillac apportera une sorte de réponse en conservant des modèles full-size, mais à traction avant.
Le retour de l'automobile américaine flamboyante ne semble pas encore à l'ordre du jour chez Chevrolet qui se remet pourtant bien de la crise financière de la fin des années 2000. La sortie de la nouvelle Chevrolet Camaro (Pony Car à propulsion avec ses V8 puissants) laisse pourtant augurer de quelques espoirs d'un retour des full-size, comme c'est déjà le cas chez Chrysler avec des V8 puissants sur les roues arrière (Chrysler 300C et Dodge Charger), ou chez Ford (Ford Mustang).